# 七海遊龍
《七海遊龍》是和田慎二創作的日本漫畫作品，連載於白泉社《花與夢》1978年7号至1990年20号，單行本全27集。後來改編電視動畫由東京電視台於1990年11月5日到1991年9月16日播映共39話，1992年臺灣和香港也陸續播放。

## 故事介紹
庫德是精靈葛拉蒂與倫姆國國王的孩子，由於母親葛拉蒂等人們被梅迪莎變成石頭，而展開了討伐梅迪莎之行。

## 角色介紹
庫德(クルト)配音員：折笠愛/ 香港：曾佩儀
精靈葛拉蒂與倫姆國的國王所生之子，是善神亞卡納德之孫，因此從小就天生具有神力，為了打倒把母親變成石頭的惡魔梅迪莎而開始踏上了旅程。
雷恩(レオン)配音員：松本梨香
在蜥蜴谷與庫德相遇的小蜥蜴，知道自己是被養父母撿到帶回家當做親生孩子養育長大的，但是，當庫徳解除蜥蜴谷的詛咒之後，所有人都恢復成人類，自身卻沒有改變，同伴們的言語讓牠感到失望，因此與庫德一起踏上旅途，在旅行中最後會發現自己其實是龍之子，並找到自己的親生父母跟同伴，然後選擇不再跟庫德一起旅行，旅行中經常用牠的翼跟噴火來幫助庫德。
精霊奧莉薇(精霊オリエ )配音員：島本須美
精靈族的小女兒。把庫德的母親精靈葛拉蒂當成自己的姐姐般仰慕。經常在庫德面前出現給於他幫助，後來對庫德的感情慢慢的從母愛變成愛情，能夠感應到庫德心中所想的事情。
水晶公主奧莉薇(水晶の姫オリエ )配音員：山野智子/ 香港：林元春
擁有優秀預知能力的人類少女。由於奧莉薇利用這個能力幫助了許多國家渡過危機，因此被各國當作貴賓般對待，四處受邀，但是對妖魔而言也是一種危險的存在；被身為盜賊團首領的養母當作大家閨秀養大，但是很久以前她就知道自己與庫德會因為命運而碰面，最後一起旅行。
亞斯那斯(アスナス)配音員：小杉十郎太
屬於妖魔，擁有強大的力量卻不跟隨艾爾松而四處流浪的神祕男子，追隨著庫德旅行，偶然看到葛拉蒂的石像而被她的美所吸引。實際上，他是梅迪莎的哥哥，為了靠自己的力量成為王而踢掉了成為艾爾莎繼承者的寶座，王牌是艾爾松之鏡。被艾爾松奪走力量並打入人間，不過這段時間的體驗給了他很大的變化。
馬琉(マリウス)配音員：子安武人
有號稱「銀騎士」的旅行騎士。騎乘一隻叫席爾瓦納的銀龍。年幼時，被梅迪莎看中了他的才能，讓他死去的妹妹--艾爾莎復活並一起成為他的孩子。積極期望在人間幫母親做事，和成為梅迪莎侍女的艾爾莎分別而持續著武者修行。和母親梅迪莎之間有強烈的羈絆。當初為了消滅母親的敵人庫德而監視他，但是這個理由，在看清了事實之後慢慢的不知如何對待庫德。
善神亞卡那德(善神アガナード)配音員：銀河萬丈
統治全天界的神的精靈之父。庫德的外公。性格嚴勵，強力規戒著庫德的驕傲，並時常隱約的慢慢看著他。
大地女神尤莉雅納(大地の女神ユリアナ)配音員：山田禮子
掌管這個星球的女神。持有強大的力量，但是一直以中立的立場看著這場善惡之戰，把自身作為與大地聯繫的力量。葛拉蒂的好友、所以將「大地之劍」授予她的兒子庫德。
葛拉蒂(ガラティア)配音員：武藤禮子
庫德的母親。原本是住在天界的精靈，因為與倫姆國的國王相戀而捨神身成人，並生下庫德。
8年前因為受到梅迪莎的襲擊而變成石像，現在石像還安置在倫姆城，同時，石像由亞卡那德在強力守護，一般的妖魔靠近就會喪失性命。因為愛而生子的奇跡般的成就，使得葛拉蒂成為全妖精的憧憬。
艾爾莎(エルザ)配音員：西原久美子
馬琉的妹妹也是梅迪莎的養女。年幼時曾經一度因為病重而死去，之後被梅迪莎的黑血給救活，之後在梅迪莎城服侍著母親。隨著年齡的成長越來越美，母親不在時就代理城中一切事物。一直期待著與哥哥再次一起生活。但是，「用黑血復活」的這件事實，為這對兄妹之後帶來了悲劇。
梅迪莎(メデューサ)配音員：小宮和枝
惡神艾爾松的女兒也是最強的妖魔。擁有用眼光就將全部的東西變成石頭的力量。在西方的盡頭有著自己的居城並派出無數的使徒，拓寬惡神的領域，體內的黑血可以使飲用的人強大的魔力，就連死者都能使其復甦的強大力量，跟庫德的母親--葛拉蒂同時出身，所以彼此之間有很大的羈絆，所以因忌妒葛拉蒂而把她變成石像，在使人畏懼感到害怕的外表下，內在對於自己的孩子也是有著身為母親，身為女人的一面。

## 出版書籍
| 卷數 | 白泉社         | 白泉社             | 正文社         | 正文社             |
| 卷數 | 發售日期       | ISBN               | 發售日期       | ISBN               |
| ---- | -------------- | ------------------ | -------------- | ------------------ |
| 1    | 1978年10月20日 | ISBN 4-59-211039-0 | 1996年6月22日  | ISBN 962-681-073-4 |
| 2    | 1978年10月20日 | ISBN 4-59-211040-4 | 1996年7月6日   | ISBN 962-681-079-3 |
| 3    | 1979年2月20日  | ISBN 4-59-211041-2 | 1996年7月20日  | ISBN 962-681-082-3 |
| 4    | 1983年8月24日  | ISBN 4-59-211524-4 | 1996年8月3日   | ISBN 962-681-087-4 |
| 5    | 1983年11月24日 | ISBN 4-59-211525-2 | 1996年8月17日  | ISBN 962-681-091-2 |
| 6    | 1984年2月23日  | ISBN 4-59-211526-0 | 1996年8月31日  | ISBN 962-681-096-3 |
| 7    | 1984年5月24日  | ISBN 4-59-211527-9 | 1996年9月14日  | ISBN 962-681-100-5 |
| 8    | 1984年8月22日  | ISBN 4-59-211528-7 | 1996年9月28日  | ISBN 962-681-105-6 |
| 9    | 1984年12月25日 | ISBN 4-59-211529-5 | 1996年10月12日 | ISBN 962-681-110-2 |
| 10   | 1985年5月25日  | ISBN 4-59-211530-9 | 1996年10月26日 | ISBN 962-681-113-7 |
| 11   | 1985年8月25日  | ISBN 4-59-211311-X | 1996年11月9日  | ISBN 962-681-116-1 |
| 12   | 1986年1月25日  | ISBN 4-59-211312-8 | 1996年11月23日 | ISBN 962-681-123-4 |
| 13   | 1986年5月25日  | ISBN 4-59-211313-6 | 1996年12月7日  | ISBN 962-681-124-2 |
| 14   | 1986年10月25日 | ISBN 4-59-211314-4 | 1996年12月14日 | ISBN 962-681-128-5 |
| 15   | 1987年2月25日  | ISBN 4-59-211315-2 | 1997年1月4日   | ISBN 962-681-132-3 |
| 16   | 1987年6月25日  | ISBN 4-59-211316-0 | 1997年1月18日  | ISBN 962-681-136-6 |
| 17   | 1987年11月25日 | ISBN 4-59-211317-9 | 1997年2月1日   | ISBN 962-681-139-0 |
| 18   | 1988年3月25日  | ISBN 4-59-211318-7 | 1997年2月15日  | ISBN 962-681-142-0 |
| 19   | 1988年8月25日  | ISBN 4-59-211319-5 | 1997年3月1日   | ISBN 962-681-144-7 |
| 20   | 1989年3月25日  | ISBN 4-59-211320-9 | 1997年3月15日  | ISBN 962-681-150-1 |
| 21   | 1989年7月25日  | ISBN 4-59-211324-1 | 1997年3月29日  | ISBN 962-681-152-8 |
| 22   | 1989年10月25日 | ISBN 4-59-211325-X | 1997年4月12日  | ISBN 962-681-154-4 |
| 23   | 1990年1月25日  | ISBN 4-59-211326-8 | 1997年4月26日  | ISBN 962-681-158-7 |
| 24   | 1990年3月25日  | ISBN 4-59-211327-6 | 1997年5月10日  | ISBN 962-681-161-7 |
| 25   | 1990年5月25日  | ISBN 4-59-211328-4 | 1997年5月24日  | ISBN 962-681-165-X |
| 26   | 1990年9月25日  | ISBN 4-59-2113292  | 1997年6月7日   | ISBN 962-681-168-4 |
| 27   | 1990年11月25日 | ISBN 4-59-211330-6 | 1997年6月21日  | ISBN 962-681-171-4 |

## 電視動畫
電視動畫版制作到第4部途中即因得不到贊助商支持而中止，因此沒有結局，按照和田慎二的意向，電視動畫版不會發行DVD-Video。台灣於1992年8月11日到1993年5月18日每週二下午四點卅分由中華電視公司播放，香港於1992年下半年由無綫電視翡翠台播放，但刪剪一集。

### 製作團隊
- 監督：、黒田昌郎
- 人物設計：白梅進、櫻井美知代
- 製作人：小竿俊一、倉林伸介（東京電視台）
- 系列構成：黒田昌郎
- 劇本：小山真弓
- 攝影監督：森田俊昭
- 美術監督：徳重賢
- 音樂：淡海悟郎
- 製作：東京電視台、日本動畫

### 主題曲
片頭曲
作詞：，作曲：大塚修司，編曲：長谷川智樹，主唱：山野智子
香港版片頭曲
主唱：梁漢文
台灣版片頭曲
作詞：張冬梅，作曲：汪石泉
片尾曲
作詞：，作曲：大塚修司，編曲：長谷川智樹，主唱：山野智子

### 集數列表
| 話數 | 播放日期       | 標題 | 分鏡                | 演出              | 作畫監督            |
| ---- | -------------- | ---- | ------------------- | ----------------- | ------------------- |
| 1    | 1990年 11月5日 |      | はしもとなおと      | はしもとなおと    | 及川博史            |
| 2    | 11月12日       |      | 奥田誠治            | 山崎茂            | 豬口才              |
| 3    | 11月19日       |      | 石田昌久            | 平川達也          | 須田勝              |
| 4    | 11月26日       |      | 星野寛満 清水あきら | 清水あきら        | 岡迫亘弘            |
| 5    | 12月3日        |      | 栗山美秀            | 栗山美秀          | 及川博史            |
| 6    | 12月10日       |      | 星野寛満            | 星野寛満          | 工藤よしあき        |
| 7    | 12月17日       |      | 奥田誠治            | 山崎茂            | 石之博和 徳田夢之介 |
| 8    | 12月24日       |      | 白土武              | 川端蓮司          | 嶋津郁雄            |
| 9    | 1991年 1月7日  |      | 清水あきら          | 岡迫亘弘          | 嶋津郁雄            |
| 10   | 1月14日        |      | 石田昌久            | 清水あきら        | 及川博史            |
| 11   | 1月21日        |      | 石田昌久            | 星野寛満          | 工藤よしあき        |
| 12   | 1月28日        |      | 金澤勝眞            | 山崎茂            | 吉田徹              |
| 13   | 2月4日         |      | 牧野滋人            | 牧野滋人          | 石之博和            |
| 14   | 2月11日        |      | 白土武              | 伊東政雄          | 嶋津郁雄            |
| 15   | 2月18日        |      | 奥田誠治            | 清水あきら        | 及川博史            |
| 16   | 2月25日        |      | 黒田昌郎            | 岡迫亘弘          | 岡迫亘弘            |
| 17   | 3月4日         |      | 清水あきら          | 清水あきら        | 石之博和            |
| 18   | 3月11日        |      | 奥田誠治            | 錦織博            | 吉田徹              |
| 19   | 3月18日        |      | 奥田誠治            | 山崎茂            | 及川博史            |
| 20   | 3月25日        |      | 白土武              | 伊東政雄          | 嶋津郁雄            |
| 21   | 4月15日        |      | 栗山美秀            | 栗山美秀          | 桑原周枝            |
| 22   | 4月22日        |      | 奥田誠治            | 康村諒            | 岡迫亘弘            |
| 23   | 4月29日        |      | ひとおちひろ        | 清水あきら        | 及川博史            |
| 24   | 5月6日         |      | 康村諒              | 康村諒            | 吉田徹              |
| 25   | 5月13日        |      | 白土武              | 伊東政雄          | 嶋津郁雄            |
| 26   | 5月20日        |      | 安芸のりお          | 山崎茂            | 及川博史            |
| 27   | 5月27日        |      | 栗山美秀            | 栗山美秀          | 桑原周枝            |
| 28   | 6月3日         |      | 康村諒              | 康村諒            | 岡迫亘弘            |
| 29   | 6月10日        |      | 黒田昌郎            | 山崎茂            | 吉田徹              |
| 30   | 6月17日        |      | 白土武              | 伊東政雄          | 嶋津郁雄            |
| 31   | 6月24日        |      | 清水あきら          | 清水あきら        | 徳田夢之介          |
| 32   | 7月1日         |      | 栗山美秀            | 山崎茂            | 及川博史            |
| 33   | 7月29日        |      | 栗山美秀            | 栗山美秀          | 桑原周枝            |
| 34   | 8月5日         |      | 康村諒              | 康村諒            | 岡迫亘弘            |
| 35   | 8月19日        |      | 安芸のりお          | 清水あきら        | 及川博史            |
| 36   | 8月26日        |      | 栗山美秀            | 栗山美秀          | 寺田浩之            |
| 37   | 9月2日         |      | 白土武              | 川端蓮司 金子豊久 | 嶋津郁雄            |
| 38   | 9月9日         |      | 康村諒              | 山崎茂            | 徳田夢之介          |
| 39   | 9月16日        |      | 櫻井美知代          | 栗山美秀          | 石之博和            |

## 外部連結
- http://www.hechima.co.jp/~jori/room6/sakuhin/pigumario-1.htm（页面存档备份，存于）（日語）
- http://www.hechima.co.jp/~jori/room6/sakuhin/pigumario-2.htm（页面存档备份，存于）（日語）